# Эберле, Адольф
Адольф Эберле (нем. Adolf Eberle; 11 января 1843, Мюнхен — 24 января 1914, Мюнхен) — немецкий художник.

## Жизнь и творчество
Родился в 1843 году в Мюнхене в семье художника Роберта Эберле. Уже в юные годы поступает в мюнхенскую Академию изящных искусств, с 1860 года обучается там в классе Карла Теодора фон Пилоти. Специализировался преимущественно на жанровых полотнах, автор также многочисленных картин о жизни животных. Некоторое время писал также исторические полотна о событиях Тридцатилетней и Семилетней войн, однако затем вновь вернулся к жанровой тематике, изображая жизнь и быт крестьян Баварии и Тироля.
Первым большим успехом А. Эберле была выставленная им в 1861 году картина Продажа последней коровы. В 1879 году на международной художественной выставке в Мюнхене жюри была отмечено его полотно Первый олень.
В 1952 году одна из улиц в пригороде Мюнхена Зольне была названа в честь этого живописца (Eberlestraße).

## Галерея

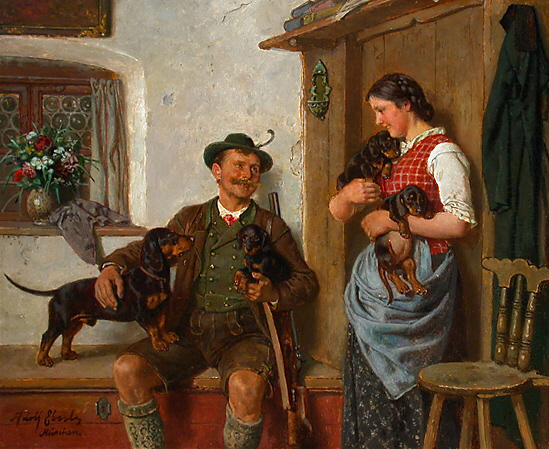
Охотник и служанка с семейством такс
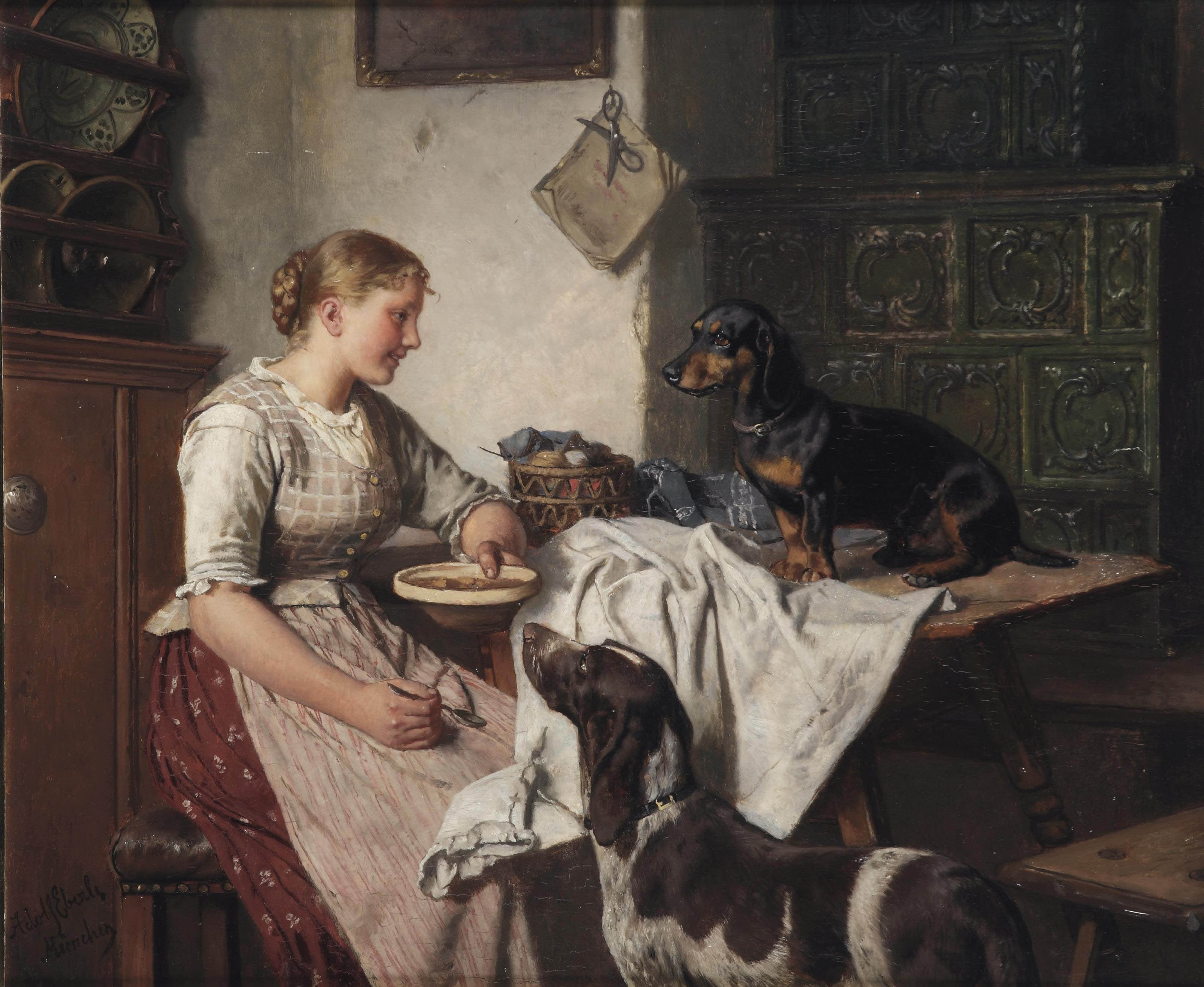
Кормление собак
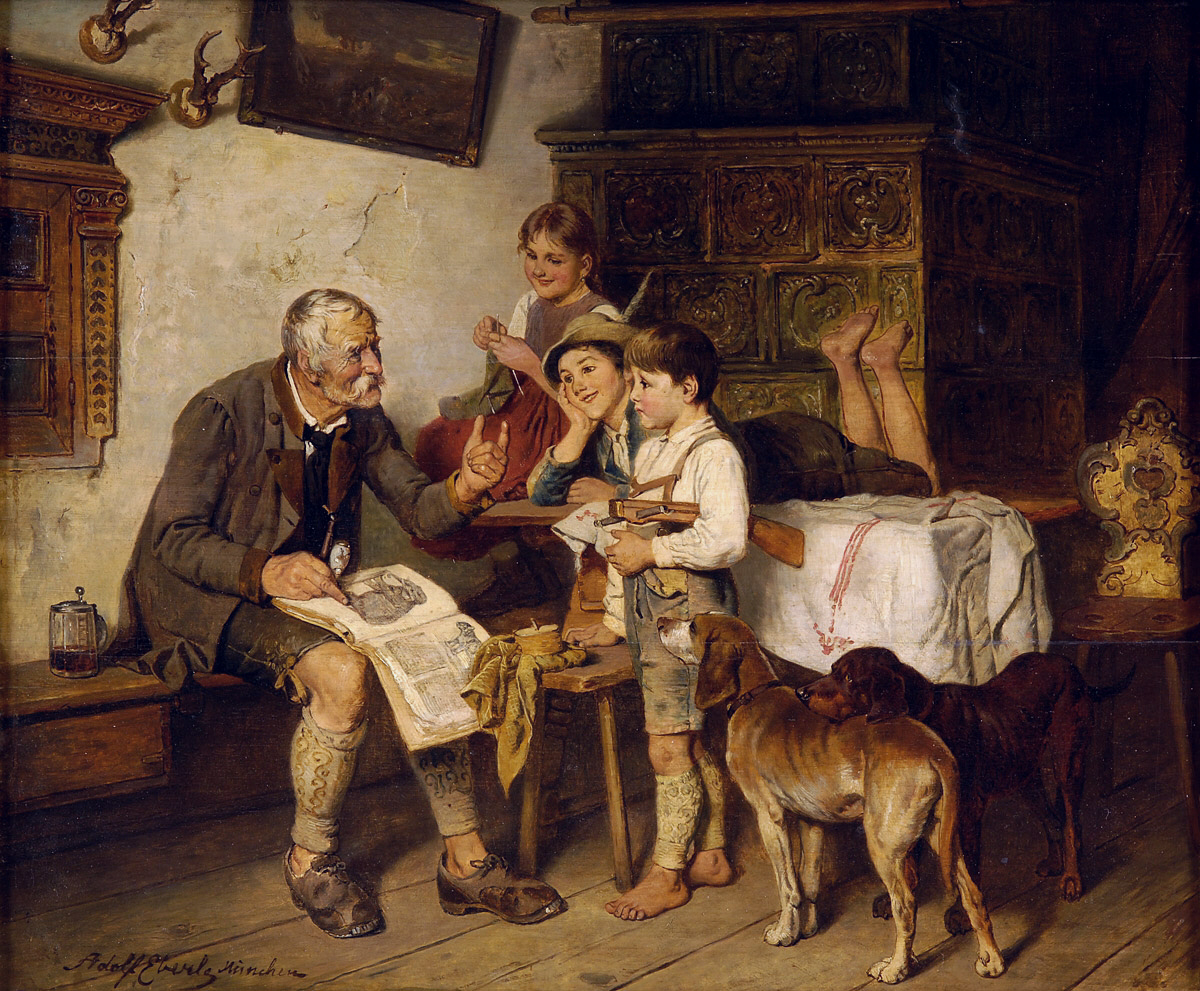
На уроке естествознания
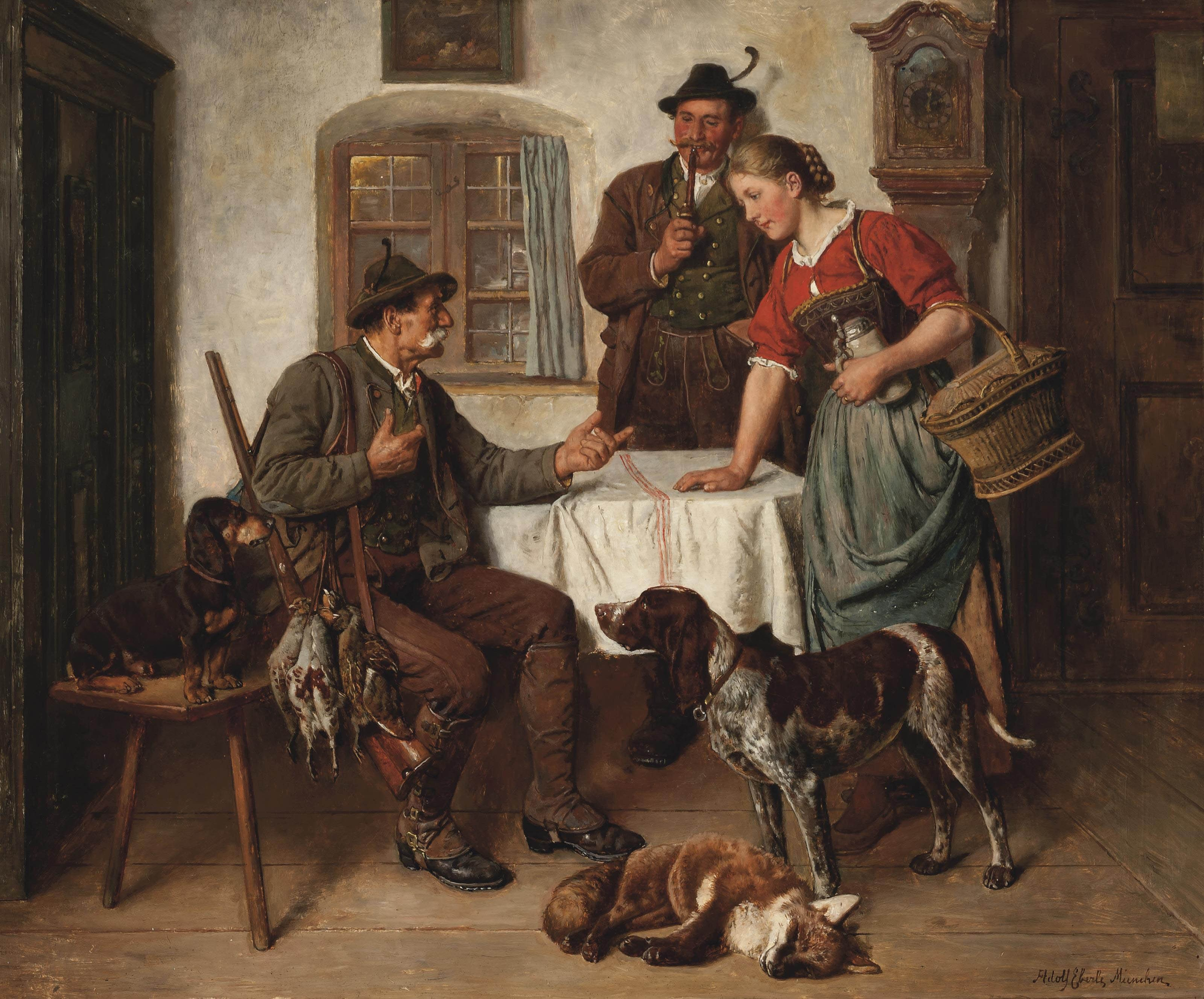
Добыча за день
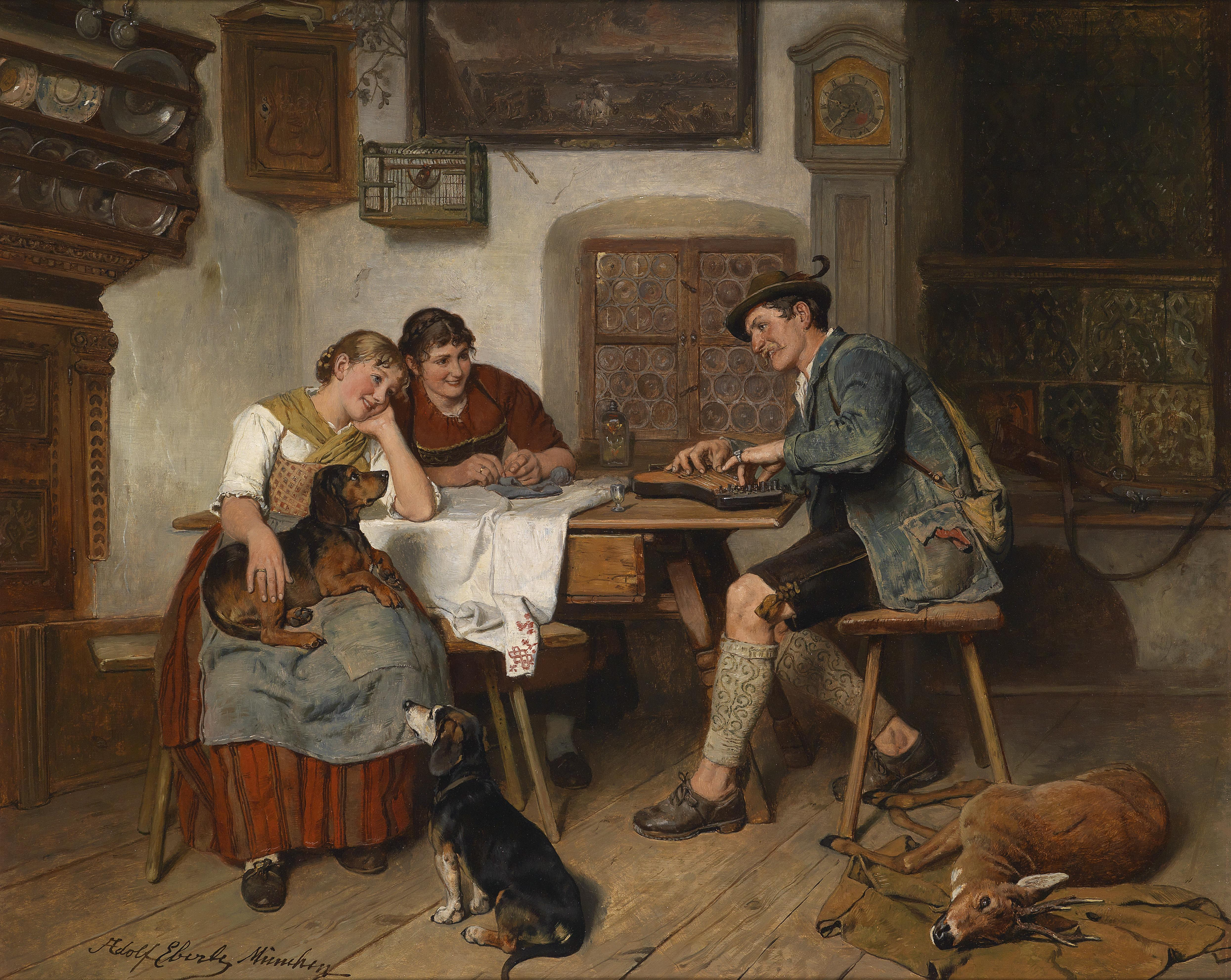
Музыка в Альпах
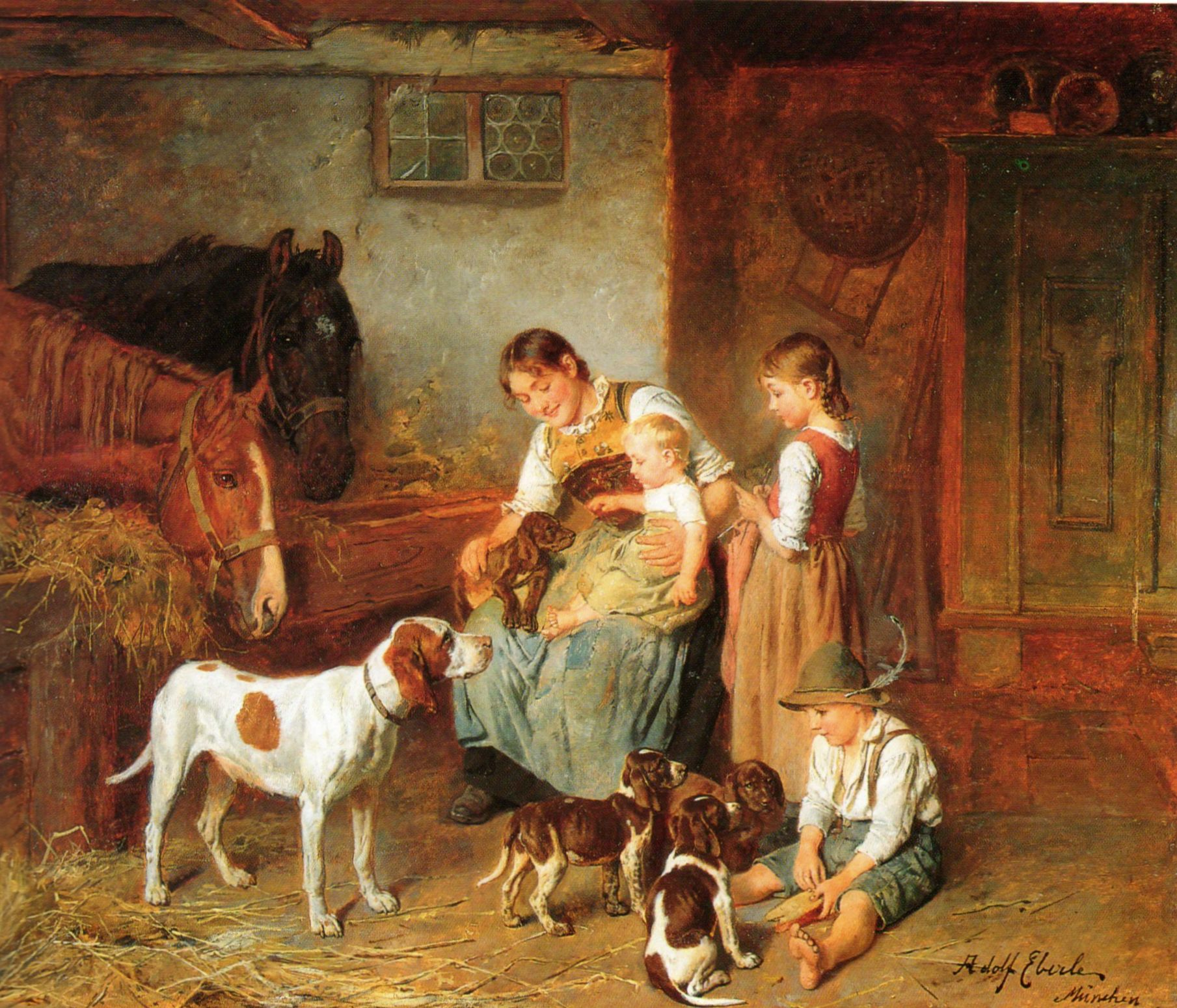
Семейное счастье

### Некоторые другие известные работы
- Продажа последней коровы (Pfändung der letzten Kuh) (1861)
- Первый олень (Erster Rehbock) (1879)
- Неудавшееся выступление (Die verunglückte Musikprobe)
- Свадебный день (Der Hochzeitstag)
- После крещения (Nach der Taufe)
- Урок игры на цитре (Zitherunterricht)
- Жареные рыбы (Backfische)
- Наблюдая за танцующими (Dem Tanz zuschauend)
- Застольная молитва (Das Tischgebet).